# Madara Peak
Madara Peak är en bergstopp i Antarktis. Den ligger i Sydshetlandsöarna. Argentina, Chile och Storbritannien gör anspråk på området. Toppen på Madara Peak är 430 meter över havet.
Terrängen runt Madara Peak är huvudsakligen kuperad, men åt sydost är den platt. Havet är nära Madara Peak österut. Trakten är glest befolkad. Närmaste befolkade plats är St. Kliment Ohridski Base, 16,4 kilometer sydväst om Madara Peak. 